# The Sketch
The Sketch était une revue britannique illustrée, centrée sur la haute société et l'aristocratie.
2 989 numéros sont parus entre 1893 et 1959. Lors de son lancement il se définissait lui-même comme « A Journal of Art and Actuality » (traduction : « Un journal d'art et d'actualités »). Il était abondamment illustré.
George Ernest Studdy y illustrait Bonzo le chien (en) (anglais : Bonzo the dog)

## Contributeurs notables
- Carleton Allen (en),
- Lucie Armstrong (en),
- Nora Chesson,
- William Robertson Nicoll (en),
- J. C. Trewin (en),
- Keble Howard (en),